# The Tomorrow People (serial telewizyjny 2013)
The Tomorrow People – amerykański fantastyczny serial telewizyjny wyprodukowany przez The CW. Jest to amerykańska wersja brytyjskiego serialu z lat 70. o tym samym tytule. Producentami wykonawczymi amerykańskiej wersji są Greg Berlanti, Julie Plec oraz Phil Klemmer. Serial miał swoją premierę 9 października 2013 roku.
8 maja 2014 roku, stacja The CW ogłosiła anulowanie serialu.

## Fabuła
Serial skupia się wokół kilkunastu młodych ludzi z całego świata, którzy urodzili się z nadprzyrodzonymi zdolnościami takimi jak: teleportacja, telekineza oraz umiejętność komunikacji telepatycznej. Głównym bohaterem serialu jest Stephen Jameson, który dopiero odkrywa swoje zdolności. Jego ojciec, przywódca grupy Ludzi Jutra, zaginął wiele lat wcześniej. Na członków grupy polują agenci organizacji Ultra, która widzi w nich zagrożenie dla ludzkiej rasy i chce ich zneutralizować.

## Obsada
- Robbie Amell jako Stephen Jameson – przeciętny nastolatek, który odkrywa, że posiada niezwykłe zdolności.
- Luke Mitchell jako John Young – obecny, nieformalny przywódca grupy ukrywającej się przed Ultra. Pracował kiedyś dla Ultry.
- Peyton List jako Cara Coburn – dziewczyna o bardzo rozwiniętym zmyśle telepatii.
- Aaron Yoo jako Russell Kwon – lokalny łobuz[3]
- Mark Pellegrino jako Jedikiah Price – biolog, który stara się opanować zagrożenie jakim według niego są mutanci[4]. Stryj Stephena.
- Madeleine Mantock jako Astrid Finch – koleżanka Stephena ze szkoły.

## Role drugoplanowe
- Jason Dohring jako  Killian McCrane – były współpracownik Johna. (odcinek 1x04)
- Dan Stevens jako TIM (głos) – superkomputer znajdujący się w rękach Ludzi Jutra
- Al Sapienza jako ojciec Cary (odcinek 1x03)
- Carly Pope jako Morgan Burke – udało się jej ukryć przed rządem swoje nadprzyrodzone moce[5].
- Simon Merrells jako przełożony Jedikiah Price[6].
- Nicholas Young jako Aldusa Crick – fizyk, który jako pierwszy odkrył Ludzi Jutra[7].
- Alexa Vega jako Hilary Cole

## Odcinki
| Sezon | Sezon | Odcinki | Oryginalna emisja   | Oryginalna emisja | Oryginalna emisja | Oryginalna emisja | Oryginalna emisja |
| Sezon | Sezon | Odcinki | Premiera sezonu     | Finał sezonu      | Premiera sezonu   | Finał sezonu      |                   |
| ----- | ----- | ------- | ------------------- | ----------------- | ----------------- | ----------------- | ----------------- |
|       | 1     | 22      | 9 października 2013 | 5 maja 2014       | brak danych       | brak danych       |                   |

### Sezon 1 (2013–2014)
| N/o | #  | Tytuł                  | Reżyseria         | Scenariusz                                                  | Premiera (The CW)    |
| --- | -- | ---------------------- | ----------------- | ----------------------------------------------------------- | -------------------- |
| 1   | 1  | Pilot                  | Danny Cannon      | Greg Berlanti, Julie Plec, Phil Klemmer                     | 9 października 2013  |
| 2   | 2  | In Too Deep            | Danny Cannon      | Phil Klemmer Jeff Rake                                      | 16 października 2013 |
| 3   | 3  | Girl, Interrupted      | Danny Cannon      | Micah Schraft Pam Veasey                                    | 23 października 2013 |
| 4   | 4  | Kill or Be Killed      | Guy Bee           | Nicholas Wootton Alex Katsnelson                            | 30 października 2013 |
| 5   | 5  | All Tomorrow's Parties | Nick Copus        | Leigh Dana Jackson Grainne Godfree                          | 6 listopada 2013     |
| 6   | 6  | Sorry for Your Loss    | Nathan Hope       | Jeff Rake Ray Utarnachitt                                   | 13 listopada 2013    |
| 7   | 7  | Limbo                  | Felix Alcala      | Nicholas Wootton Micah Schraft                              | 20 listopada 2013    |
| 8   | 8  | Thanatos               | Rob Bailey        | Greg Berlanti, Phil Klemmer, Alex Katsnelson                | 4 grudnia 2013       |
| 9   | 9  | Death’s Door           | Leslie Libman     | Greg Berlanti, Phil Klemmer, Pam Veasey, Leigh Dana Jackson | 11 grudnia 2013      |
| 10  | 10 | The Citadel            | Eagle Egilsson    | Jeff Rake Grainne Godfree                                   | 15 stycznia 2014     |
| 11  | 11 | Rumble                 | Nick Copus        | Nicholas Wootton Ray Utarnachit                             | 22 stycznia 2014     |
| 12  | 12 | Sitting Ducks          | Dermott Downs     | Phil Klemmer Micah Schraft                                  | 29 stycznia 2014     |
| 13  | 13 | Things Fall Apart      | Michael Shultz    | Alex Katsnelson Leigh Dana Jackson                          | 5 lutego 2014        |
| 14  | 14 | Brother’s Keeper       | Guy Bee           | Jeff Rake Grainne Godfree                                   | 26 lutego 2014       |
| 15  | 15 | Enemy of My Enemy      | Steven A. Adelson | Phil Klemmer Ray Utarnachitt                                | 5 marca 2014         |
| 16  | 16 | Superhero              | Dermott Downs     | Micah Schraft Alex Katsnelson                               | 17 marca 2014        |
| 17  | 17 | Endgame                | Jace Alexander    | Nicholas Wootoon Anderson MacKenzie                         | 24 marca 2014        |
| 18  | 18 | Smoke and Mirrors      | Dermott Downs     | Jeff Rake Leigh Dana Jackson                                | 31 marca 2014        |
| 19  | 19 | Modus Vivendi          | Oz Scott          | Ray Utarnachitt Grainne Godfree                             | 14 kwietnia 2014     |
| 20  | 20 | A Sort of Homecoming   | John Behring      | Jeff Rake Alex Katsnelson                                   | 21 kwietnia 2014     |
| 21  | 21 | Kill Switch            | Dermott Downs     | Micah Schraft Leigh Dana Jackson                            | 28 kwietnia 2014     |
| 22  | 22 | Son of Man             | Wendey Stanzler   | Phil Klemmer                                                | 5 maja 2014          |

## Ciekawostki
Pilotażowy odcinek był kręcony w Nowym Jorku (USA) w marcu 2013 roku. Aktor Nicholas Young w brytyjskiej wersji wcielił się w rolę Johna Younga, natomiast w wersji amerykańskiej w rolę Aldusa Cricka.